# Campeonato Mundial de Natação em Piscina Curta de 2012 - 400 m livre feminino
A prova dos 400 metros nado livre feminino do Campeonato Mundial de Natação em Piscina Curta de 2012 foi disputado em 14 de dezembro em Istambul  na Turquia.

## Recordes
Antes desta competição, os recordes mundiais e do campeonato nesta prova eram os seguintes:
|    | Nome           | Nacionalidade  | Tempo   | Local    | Data                   |
| -- | -------------- | -------------- | ------- | -------- | ---------------------- |
| WR | Camille Muffat | França         | 3:54.85 | Chartres | 24 de novembro de 2012 |
| CR | Katie Hoff     | Estados Unidos | 3:57.07 | Dubai    | 17 de dezembro de 2010 |

## Medalhistas
| Ouro                | Prata              | Bronze             |
| Melanie Costa (ESP) | Chloe Sutton (USA) | Lauren Boyle (NZL) |

## Resultados

### Eliminatórias
As eliminatórias ocorreram dia 14 de dezembro. 
| Colocação | Bateria | Raia | Nome                          | Tempo   | Notas |
| --------- | ------- | ---- | ----------------------------- | ------- | ----- |
| 1         | 3       | 5    | Katinka Hosszú (HUN)          | 4:03.49 | Q     |
| 2         | 4       | 4    | Chloe Sutton (USA)            | 4:04.16 | Q     |
| 3         | 4       | 5    | Elena Sokolova (RUS)          | 4:04.37 | Q     |
| 4         | 3       | 4    | Melanie Costa (ESP)           | 4:04.68 | Q     |
| 5         | 5       | 3    | Lauren Boyle (NZL)            | 4:04.83 | Q     |
| 6         | 3       | 3    | Angie Bainbridge (AUS)        | 4:04.94 | Q     |
| 7         | 4       | 3    | Erika Villaécija García (ESP) | 4:05.04 | Q     |
| 8         | 1       | 3    | Zhou Lili (CHN)               | 4:05.11 | Q     |
| 9         | 1       | 4    | Jazmin Carlin (GBR)           | 4:05.13 |       |
| 10        | 3       | 6    | Alice Nesti (ITA)             | 4:05.55 |       |
| 11        | 5       | 4    | Lotte Friis (DEN)             | 4:05.67 |       |
| 12        | 5       | 5    | Allison Schmitt (USA)         | 4:05.98 |       |
| 13        | 5       | 6    | Diletta Carli (ITA)           | 4:06.38 |       |
| 14        | 1       | 5    | Xu Danlu (CHN)                | 4:06.83 |       |
| 15        | 5       | 0    | Emu Higuchi (JPN)             | 4:07.46 |       |
| 16        | 3       | 2    | Ellie Faulkner (GBR)          | 4:07.72 |       |
| 17        | 4       | 8    | Samantha Arevalo (ECU)        | 4:08.64 | NR    |
| 18        | 4       | 1    | Ksenia Yuskova (RUS)          | 4:09.53 |       |
| 19        | 3       | 7    | Julia Hassler (LIE)           | 4:10.08 |       |
| 20        | 3       | 1    | Asami Chida (JPN)             | 4:10.78 |       |
| 21        | 4       | 2    | Urša Bežan (SLO)              | 4:11.21 |       |
| 22        | 5       | 7    | Mojca Sagmeister (SLO)        | 4:12.74 |       |
| 23        | 4       | 7    | Heather MacLean (CAN)         | 4:12.99 |       |
| 24        | 4       | 6    | Nina Rangelova (BUL)          | 4:13.49 |       |
| 25        | 5       | 8    | Kyna Pereira (RSA)            | 4:15.37 |       |
| 26        | 3       | 8    | Virginia Bardach (ARG)        | 4:16.78 |       |
| 27        | 2       | 8    | Lani Cabrera (BAR)            | 4:20.78 | NR    |
| 28        | 4       | 0    | Andrea Cedrón (PER)           | 4:23.87 |       |
| 29        | 3       | 0    | Daniela Miyahara (PER)        | 4:25.30 |       |
| 30        | 2       | 3    | Karen Torrez (BOL)            | 4:25.70 | NR    |
| 31        | 5       | 9    | Maria Lopez Nery Huerta (PAR) | 4:29.51 | NR    |
| 32        | 4       | 9    | Fatima Eugenia Flores (ESA)   | 4:31.34 |       |
| 33        | 3       | 9    | Machiko Suharmee Raheem (SRI) | 4:36.10 |       |
| 34        | 2       | 5    | Monica Saili (SAM)            | 4:37.32 |       |
| 35        | 2       | 4    | Sariyah Sherry (BAR)          | 4:37.33 |       |
| 36        | 2       | 2    | Tieri Erasito (FIJ)           | 4:45.17 |       |
| 37        | 2       | 6    | Mardini Yusra (SYR)           | 4:56.66 |       |
| 38        | 2       | 7    | Charissa Sofia Panuve (TGA)   | 5:15.87 |       |
| 39        | 2       | 1    | Mahnoor Maqsood (PAK)         | 5:33.66 |       |
| 40        | 5       | 1    | Céline Bertrand (SWE)         | DNS     |       |
| 40        | 5       | 2    | Jessica Pengelly (RSA)        | DNS     |       |

### Final
A final teve sua disputa realizada em 14 de dezembro. 
| Colocação         | Raia | Nome                    | Nacionalidade  | Tempo   | Notas |
| ----------------- | ---- | ----------------------- | -------------- | ------- | ----- |
| Medalha de ouro   | 3    | Melanie Costa           | Espanha        | 4:01.18 |       |
| Medalha de prata  | 4    | Chloe Sutton            | Estados Unidos | 4:01.20 |       |
| Medalha de bronze | 6    | Lauren Boyle            | Nova Zelândia  | 4:01.24 | NR    |
| 4                 | 5    | Elena Sokolova          | Rússia         | 4:01.49 | NR    |
| 5                 | 8    | Jazmin Carlin           | Grã-Bretanha   | 4:02.45 |       |
| 6                 | 2    | Angie Bainbridge        | Austrália      | 4:04.07 |       |
| 7                 | 1    | Zhou Lili               | China          | 4:04.87 |       |
| 8                 | 7    | Erika Villaécija García | Espanha        | 4:05.78 |       |

Legenda
| Recorde mundial       | Recorde mundial (World record)               |                       | Recorde africano                      | Recorde africano (African) |                                           | Q | Classificado por posição (Qualified) |
| Recorde do campeonato | Recorde do campeonato (Championship record)  | Recorde da América    | Recorde da América (Americas)         | q                          | Classificado por melhor tempo (Qualified) |   |                                      |
| Melhor marca do ano   | Melhor marca do ano (World leading)          | Recorde asiático      | Recorde asiático (Asian)              | DNS                        | Não largou (Did not start)                |   |                                      |
| Recorde nacional      | Recorde nacional (National record)           | Recorde europeu       | Recorde europeu (European)            | DNF                        | Não terminou (Did not finish)             |   |                                      |
| Recorde pessoal       | Recorde pessoal do atleta (Personal best)    | Recorde da Oceania    | Recorde da Oceania (Oceania)          | DSQ / DQ                   | Desclassificado (Disqualified)            |   |                                      |
| Recorde da temporada  | Recorde da temporada do atleta (Season best) | Recorde sul-americano | Recorde sul-americano (South America) | NM                         | Sem marca (No mark)                       |   |                                      |